# Bruchophagus abnormis
Bruchophagus abnormis är en stekelart som beskrevs av Zerova 1984. Bruchophagus abnormis ingår i släktet Bruchophagus och familjen kragglanssteklar. Inga underarter finns listade.